# Gravières d’Aldermaston

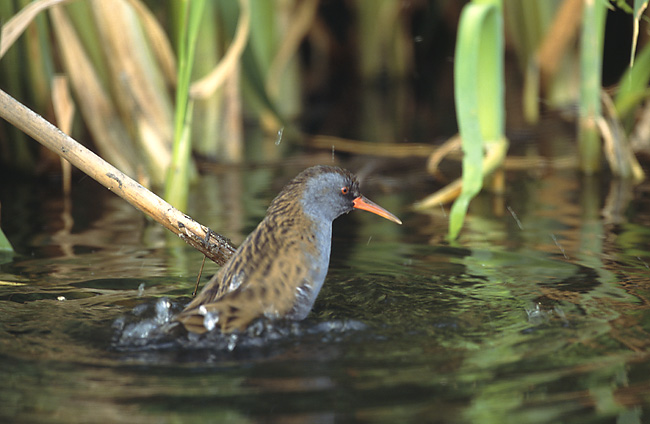
Un râle d'eau

Les gravières d’Aldermaston (en anglais : Aldermaston Gravel Pits) est un site d'intérêt scientifique particulier de 23,41 hectares (57,75 acres) situé dans la paroisse civile d’Aldermaston dans le comté anglais du Berkshire. Elles ont été classées en 1955.
Ce site est consisté d’anciennes carrières de gravier inondées entourées d'une végétation dense, d’arbres et de broussailles, offrant une variété d'habitats pour la reproduction des oiseaux et un refuge pour les oiseaux sauvages. Le littoral irrégulier, avec des îles, des promontoires, des zones abritées propices à l'eutrophisation et des lagunes étroites fournissent un habitat paisible pour de nombreux oiseaux d'eau, notamment les canards comme la sarcelle d'hiver (Anas crecca) et le canard souchet (Anas clypeata). Le marais environnant et les broussailles sont importants pour de nombreux oiseaux, dont neuf espèces nicheuses de fauvettes, de râles d'eau (Rallus aquaticus), de martins-pêcheurs (Alcedoa atthis) et une colonie nicheuses de Rossignols philomèles (Luscinia megarhynchos).
En 2002, l’English Nature a acheté les gravières d’Aldermaston à la société d’extraction minière Grundon pour 925 000 £.  Elle est depuis gérée comme une réserve naturelle par le Berkshire, Buckinghamshire and Oxfordshire Wildlife Trust.